# 호리오카촌
호리오카촌(堀岡村)은 도야마현 이미즈군에 설치되었던 촌이다.